# Köhn
Köhn ist eine Gemeinde im Kreis Plön in Schleswig-Holstein. Die Gemeinde umfasst die Ortschaften Köhn, Moorrehmen, Mühlen und Pülsen sowie die Ausbauten Bullenbrook, Köhner Hegbök, Köhnerholz, Selkenrade und Wulfsberg.

## Geografie und Verkehr
Köhn liegt etwa 9 km südöstlich von Schönberg (Holstein) und etwa 6 km von der Ostsee entfernt. Zur Fläche der Gemeinde Köhn gehört das Nordufer des Selenter See. Die Mühlenau, der einzige direkte Abfluss des Selenter See in die Ostsee, fließt durch das Gemeindegebiet. Seine Uferzonen stehen an vielen Stellen unter Naturschutz.

## Geschichte
Die Gemeinde gehörte dem Amt Giekau an. Bei dessen Auflösung zum 1. Januar 1968 wurde sie dem Amt Probstei-Ost angegliedert. Seit dessen Auflösung zum 1. Juni 1970 ist sie Teil des Amts Probstei.

## Politik

### Gemeindevertretung
Die Wahl 2023 ergab folgendes Ergebnis:
- BV: 7
- WK: 4

### Wappen
Blasonierung: „In Silber über einem aus zwei schwebenden Tragsteinen und einem Deckstein bestehenden roten Steingrab ein bewurzelter, oben abgeschnittener und rechts und links mit jeweils zwei waagerechten wiederbelaubten Ästen versehener grüner Eichenstamm.“